# Sorgenti di Capo di Fiume
Le sorgenti di Capo di Fiume si trovano in Abruzzo, nel territorio comunale di Palena, in provincia di Chieti, poste a 863 m s.l.m., e costituiscono il luogo da cui ha origine il fiume Aventino.

## Descrizione
Si compongono di quattro polle sorgive, di cui tre ubicate in destra idrografica ed una in sinistra idrografica, aventi una portata di 1,07 m³/s, cui si aggiunge un ulteriore deflusso direttamente in alveo per una portata complessiva di 1,46 m³/s, che varia in maniera significativa durante l'anno (minima: 0,6 m³/s; massima 2,7 m³/s).
L'alimentazione delle sorgenti di Capo di Fiume deriva in parte (circa il 65%) dall'acquifero calcareo del Monte Porrara, dove le acque d'infiltrazione attraversano vari sistemi di fratture e faglie e in parte (circa il 35%) dal ruscellamento di acque superficiali del torrente La Vera, che attraversa la conca endoreica del Quarto Santa Chiara dove convergono verso l'omonimo inghiottitoio. Una volta infiltrate, queste acque attraversano ampi sistemi carsici fratturati che si collegano velocemente alle sorgenti di Capo di Fiume, come dimostrato da prove effettuate con traccianti.
Le acque delle sorgenti di Capo di Fiume vengono sia captate per uso idroelettrico più a valle (Taranta Peligna), sia utilizzate per scopo potabile.